# Памятники природы Сызрани
Памятники природы Сызрани — охраняемые природные территории города Сызрани (в Самарской области), на которых расположены редкие, достопримечательные объекты живой или неживой природы, отнесённые к памятникам природы местного значения.
В городе Сызрани в настоящее время находятся шесть охраняемых природных объектов, отнесённых к государственным памятникам природы местного значения:
- Акватория водохранилища ГЭС — зона санитарной и биологической охраны акватории (100 гектаров), признана памятником природы решением Сызранского горисполкома N 69 от 24.02.1987 г. и утверждена решением Сызранского исполкома N 386 от 03.11.1987 г. Координаты: 53°08′49″ с. ш. 48°26′53″ в. д.HGЯO
- Гора ГЭС — Монастырская гора (277 га). Представляет собой возвышенное плато с дюнными песками, подверженным ветровой эрозии, засаженное в 1950 году Сызранским леспромхозом сосной, берёзой, лиственницей и кустарником. С южной стороны примыкает к акватории водохранилища ГЭС, образуя с ним единый природный комплекс. Признан памятником природы решением Куйбышевского облисполкома N 566 от 28.09.1967 г.
- Тополь чёрный (дерево-долгожитель, ул. К.Маркса, 83). Признан памятником природы решением Сызранского горисполкома N 69 от 24.02.1987 г. и утверждён решением Куйбышеского облисполкома N 386 от 03.11.1987 г.[1]. Координаты: 53°09′14″ с. ш. 48°28′23″ в. д.HGЯO
- Дендрологический парк имени 60-летия ВООП. Находится на территории ОАО «Пластик», площадь 8 гектаров. Является парковой зоной и местом отдыха работников предприятия. Признан памятником природы решением Сызранского горисполкома N 69 от 24.02.1987 г. и утверждён решением Куйбышевского облисполкома N 386 от 03.11.1987 г.
- Кашпирские обнажения юрских и меловых отложений. Площадь 12 гектаров. Обнажения имеют большое научное и познавательное значение. Обсуждались на 27 Международном конгрессе в г. Москве в 1984 г. и на Международной конференции в Самаре в 2015 г.
- Тополь бальзамический (дерево-долгожитель, ул. Ульяновской, 70). Находится в аварийном состоянии. Сохранение статуса особо охраняемого природного объекта признано нецелесообразным[1]. Координаты: 53°09′15″ с. ш. 48°28′03″ в. д.HGЯO